# (613913) 2007 XB10
(613913) 2007 XB10 – planetoida z grupy Apolla należąca do obiektów NEO, okrążająca Słońce w ciągu 3 lat i 102 dni w średniej odległości 2,21 j.a. Została odkryta 5 grudnia 2007 roku w ramach programu Spacewatch. Nazwa planetoidy jest oznaczeniem tymczasowym. Planetoida (613913) 2007 XB10 przecina orbitę Ziemi. 13 czerwca 2010 minęła naszą planetę w odległości 10,6 milionów km, czyli 27,6 LD.